# 塞米萨克
塞米萨克（法語：Semussac，法語發音：[semysak]）是法国滨海夏朗德省的一个市镇，位于该省西南部，属于桑特区。

## 地理
塞米萨克（45°36'0"N, 0°54'45"W）面积24.85 平方千米，位于法国新阿基坦大区滨海夏朗德省，该省份为法国西部滨海省份，北起旺代省，西临大西洋，南至吉倫特省，东南接多爾多涅省，东北接德塞夫勒省接壤，东临夏朗德省。
与塞米萨克接壤的市镇（或旧市镇、城区）包括：阿尔斯、勒谢、科尔姆埃克吕斯、科兹、格雷扎克、梅迪、吉伦特河畔梅谢、圣乔治德迪多讷。
塞米萨克的时区为UTC+01:00、UTC+02:00（夏令时）。

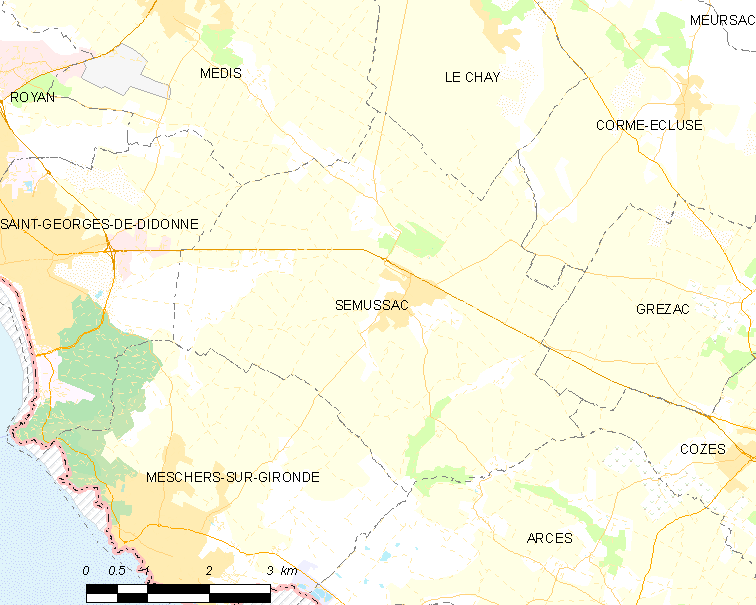
塞米萨克的OSM定位图

## 行政
塞米萨克的邮政编码为17120，INSEE市镇编码为17425。

## 政治
塞米萨克所属的省级选区为索容县。

## 人口

1962-2008年间塞米萨克人口变化图示

塞米萨克于2022年1月1日时的人口数量为2532人。